# 더 게이트 센텀
더 게이트 센텀(영어: The Gate Centum) 혹은 The Gate 센텀은 대한민국 부산광역시 해운대구 우동에 추진 중인 건물이며 73층 쌍둥이 빌딩 추진 예정이다.

## 역사
2006년 월드비즈니스센터라는 명칭으로 계획하고 2008년에 건축 허가를 받았다. 그러나 공정률 0%가 되면서 무산이 되었다. 2015년에 동원비즈니스센터라는 명칭으로 변경하고 쌍둥이 빌딩으로 조감도를 바꾸고 2016년 상반기에는 분양되었다. 2017년 동원비즈니스센터에서 센텀 The Gate로 변경했고 2018년 더 게이트 센텀으로 변경했다.

## 구성
쌍둥이 빌딩으로 구성되어 있다.
| 구성 | 높이    | 층수 |
| ---- | ------- | ---- |
| A동  | 307.76m | 73층 |
| B동  | 307.76m | 73층 |

## 내부시설
| 층수    | 시설           |
| ------- | -------------- |
| 73 - 6  | 레지던스       |
| 5       | 사우나, 수영장 |
| 4 - 3   | 업무시설       |
| 2 - B1  | 상업시설       |
| B2 - B7 | 지하주차장     |

## 같이 보기
- WBC 더 팰리스
- 대한민국의 마천루 목록
- 부산광역시의 마천루 목록